# Marvel Cinematic Universe
Marvel Cinematic Universe (MCU) (na hrv. Marvel filmski svemir) američka je medijska franšiza i zajednički svemir usredotočen na seriju filmova o superjunacima koje je producirao Marvel Studios. Filmovi se temelje na likovima koji se pojavljuju u američkim stripovima koje je objavio Marvel Comics. Franšiza također uključuje televizijske serije, kratke filmove, digitalne serije i knjige.

## Filmovi
Marvel Studios objavljuje svoje filmove u grupama pod nazivom "Phase" (hrv. Faza). Prve tri faze zajedno su poznate kao "The Infinity Saga". Druge tri faze zajedno su poznate pod skupnim nazivom "The Multiverse Saga", i sastoje se od nekoliko televizijskih serija u sklopu Disney+-a.

### The Infinity Saga
1. Faza sastoji se od filmova Iron Man (2008.), Nevjerojatni Hulk (2008.), Iron Man 2 (2010.), Thor (2011.), Kapetan Amerika: Prvi osvetnik (2011.), i zaključuje s crossover filmom Osvetnici (2012.).
2. Faza sastoji se od filmova Iron Man 3 (2013.), Thor: Svijet tame (2013.), Kapetan Amerika: Ratnik zime (2014.), Čuvari galaksije (2014.), Osvetnici 2: Vladavina Ultrona (2015.) i Ant-Man (2015.).
Kapetan Amerika: Građanski rat (2016.) je prvi film iz 3. Faze, a slijede filmovi, Doktor Strange (2016.), Čuvari galaksije 2 (2017.), Spider-Man: Povratak kući (2017.), Thor: Ragnarok (2017.), Black Panther (2018.), Osvetnici: Rat beskonačnosti (2018.), Ant-Man i Wasp (2018.), Kapetanica Marvel (2019.), Osvetnici: Završnica (2019.), i Spider-Man: Daleko od kuće (2019.). Prve tri faze zajedno su poznate kao "The Infinity Saga".

### The Multiverse Saga
4. Faza sastoji se od filmova Black Widow (2021.) i Shang-Chi i legenda o Deset Prstenova (2021.), Vječnici (2021.), Spider-Man: Put bez povratka (2021.), Doktor Strange u Multiverzumu Ludila (2022.), Thor: Love and Thunder (2022.) i Black Panther: Wakanda Zauvijek (2022.)
5. Faza počinje sa Ant-Man i Wasp: Kvantumanija (2023.), nakon čega slijede Čuvari Galaksije Vol.3 (2023.), Marveli (2023.), Captain America: New World Order (2024.), Thunderbolts (2024.), i Blade (2024.).
6. Faza počinje sa Deadpool 3 (2024.), nakon čega slijede Fantastična četvorka: Prvi koraci (2025.), Avengers: The Kang Dynasty (2025.) i Avengers: Secret Wars (2026.).

## Serije

### Marvel Television series
Marvel Television proizvela je više televizijskih serija smještenih u MCU-u putem emitiranja na televiziji, streaming platformama i kabelske televizije. "Marvel Heroes" serija Agents of S.H.I.E.L.D. (2013. – 2020.) i Inhumans (2017.) su emitirane na ABCu. "Marvel Knights" serija, Daredevil (2015. – 2018.), Jessica Jones (2015. – 2019.), Luke Cage (2016. – 2018.), Iron Fist (2017. – 2018.), crossover miniserije The Defenders (2017.) i The Punisher (2017. – 2019.) emitirane su na Netflixu. Serije za mlade, Runaways (2017. – 2019.) emitirane na streaming platformi Hulu i Cloak & Dagger (2018. – 2019.) na Freeformu. Helstrom (2020.) emitirana na Hulu platformi je trebala biti početak nove "Adventure into Fear" franšize, ali studio Marvel Television je prestao raditi na seriji i otkazala ju nakon prve sezone, kad su preimenovani u "Marvel Studios"

### Marvel Studios series
4. faza pored sedam igranih filmova i dva televizijska specijala, sastoji se od Disney+ serija, WandaVision (2021.), The Falcon and the Winter Soldier (2021.), prvu sezonu Loki (2021.) i prvu sezonu animirane serije What If...? (2021.), Hawkeye (2021.), Moon Knight (2021.), Ms. Marvel (2022.), animiranu seriju I Am Groot (2022.), She-Hulk: Attorney at Law  (2022.).
5. faza pored filmova sastojat će se od druge sezone What If...? (2023.) i nstavlja sa Secret Invasion (2023.), drugom sezonom Lokija (2023.), Ironheart (2023.), Echo (2023.), Agatha Arkness: Coven of Chaos (2023.) i Daredevil: Born Again (2024.).

## Televizijski specijali
Niz srednjemetražnih filmova, distribuiranih na Disney+ platformi, smještenih u MCU, koji dijele kontinuitet filmova i televizijskih serija franšize.

## Kratki filmovi

### Marvel One-Shots
Marvel One-Shots je serija direct-to-video kratkih filmova koji su uključeni kao posebni dodatak u MCU-u, Blu-ray-u i digitalnog distribuciji.

### I Am Groot
I Am Groot je serija fotorealističnih animiranih kratkih filmova na streaming platformi Disney+ s Baby Grootom u glavnoj ulozi koji ide u avanture s novim i neobičnim likovima.

## Ostali mediji

### TV Specijal
U ožujku 2014. godine ABC je emitirao jednosatni specijal pod nazivom Marvel Studios: Assembling a Universe, posvećen povijesti Marvel studija i stvaranju Marvel Cinematic Universe-a. Specijal je kasnije uvršten u kućno video izdanje prve sezone Agenata S.H.I.E.L.D.-a. U studenom 2014. godine, povodom 75. obljetnice Marvel Comicsa, ABC je emitirao Marvel 75 Years: From Pulp to Pop! (Marvel 75 Years: From Pulp to Pop!), specijal koji vodi Emily VanCamp, koja glumi Agenta 13 u filmovima Kapetana Amerike. U studenom 2019. godine Disney+ je objavio da će streaming platforma uključivati Expanding the Universe, specijal koji sadrži pogled na originalnu MCU televizijsku seriju za Disney+, s intervjuima i konceptualnom umjetnošću.

### Web serije
WHIH Newsfront (2015. – 2016.) je serija o aktualnin novostima u svemiru koja služi kao marketinška kampanja za neke od MCU filmova, stvorenih u partnerstvu s Googleom za YouTube. Kampanja je produžetak fiktivne informativne mreže WHIH World News, koja se vidi kako izvještava o velikim događajima u mnogim MCU filmovima i televizijskim serijama.
Agenti S.H.I.E.L.D.-a: Slingshot (2016.) je digitalna serija stvorena za ABC.com i proizvedena od strane Marvel Television koja je dodatak seriji Agents of S.H.I.E.L.D.

### Stripovi
Više limitiranih serija ili stripova s jednim kadrom objavio je Marvel Comics koji se veže za MCU filmove i televizijske serije. Namijenjeni su prepričavanju dodatnih priča o postojećim likovima ili povezivanju između MCU projekata, bez nužnog širenja svemira, uvođenja novih koncepata ili likova.

### Knjige
U rujnu 2015. godine Marvel je najavio Vodič za Marvel Cinematic Universe, niz vodiča posvećenih MCU filmovima. Svaki vodič, koji sadrži informacije o filmovima, slikama i uvidima u razlike između filma i stripa, kustosi su Mike O'Sullivan i tim Službenog priručnika Marvelovog svemira, s naslovnicama koje su dizajnirali Mike Del Mundo i Pascal Campion. Vodiči, Guidebook to the Marvel Cinematic Universe: Marvel's Iron Man, Guidebook to the Marvel Cinematic Universe: Marvel's Incredible Hulk / Marvel's Iron Man 2, Guidebook to the Marvel Cinematic Universe: Marvel's Thor, Guidebook to the Marvel Cinematic Universe: Marvel's Captain America: The First Avenger i Guidebook to the Marvel Cinematic Universe: Marvel's The Avengers su objavljivani mjesečno od listopada 2015. do veljače 2016.

### Glazba
Različiti skladatelji stvorili su filmske i televizijske skladbe MCU filmova, televizijskih serija, one-shots i drugih srodnih projekata MCU-a. Originalne pjesme također su stvorene posebno za upotrebu u franšizi, dok su Brian Tyler i Michael Giacchino postigli fanfare za logotip Marvel Studios.

### Atrakcije
Nakon preuzimanja od strane Disneyja, filmovi Marvel Studiosa počeli su se oglašavati na Tomorrowlandskoj atrakciji "Innoventions" u Disneylandu. Povodom izlaska Iron Mana 3 predstavljena je izložba Iron Man Tech presented by Star Industries, na kojoj je izloženo nekoliko Iron Man oklopa. Predstavljen je i simulator pod nazivom "Become Iron Man", temeljen na tehnologiji sličnoj Kinectu. U videoigri Paul Bettany predstavlja glas J.A.R.V.I.S.-a. Povodom izlaska Thor: Svijet tame nastala je izložba Thor: Treasures of Asgard, dok je za Kapetana Ameriku: Ratnika zime nastala izložba Captain America: The Living Legend and Symbol of Courage.

## Vremenska crta
Ovaj se odjeljak odnosi na medije koje je objavio Marvel Studios.

### Prikazano u MCU
| 1943–1945 | Kapetan Amerika: Prvi osvetnik              |
| 1946      | Agent Carter                                |
| 1947–1994 |                                             |
| 1995      | Kapetanica Marvel                           |
| 1996–2009 |                                             |
| 2010      | Iron Man                                    |
| 2011      | Iron Man 2                                  |
| 2011      | Nevjerojatni Hulk                           |
| 2011      | A funny Thing...                            |
| 2011      | Thor                                        |
| 2011      | The Consultant                              |
| 2012      | Osvetnici                                   |
| 2012      | Item 47                                     |
| 2012      | Iron Man 3                                  |
| 2013      | All Hail the King                           |
| 2013      | Thor: Svijet tame                           |
| 2014      | Kapetan Amerika: Ratnik zime                |
| 2014      | Čuvari galaksije                            |
| 2014      | I Am Groot ep.1                             |
| 2014      | Čuvari galaksije 2                          |
| 2014      | I Am Groot ep.2–5                           |
| 2015      | Osvetnici 2: Vladavina Ultrona              |
| 2015      | Ant-Man                                     |
| 2016      | Kapetan Amerika: Građanski rat              |
| 2016      | Black Widow                                 |
| 2016      | Black Panther                               |
| 2016      | Spider-Man: Povratak kući                   |
| 2016      | Doktor Strange                              |
| 2017      | Thor: Ragnarok                              |
| 2018      | Ant-Man i Wasp                              |
| 2018      | Osvetnici: Rat beskonaćnosti                |
| 2019–2022 |                                             |
| 2023      | Osvetnici: Završnica                        |
| 2023      | WandaVision                                 |
| 2024      | Shang-Chi i legenda o Deset Prstenova       |
| 2024      | The Falcon and the Winter Soldier           |
| 2024      | Vječnici                                    |
| 2024      | Spider-Man: Daleko od kuće                  |
| 2024      | Spider-Man: Put bez povratka                |
| 2024      | Doktor Strange u Multiverzumu Ludila        |
| 2024      | Hawkeye                                     |
| 2025      | Moon Knight                                 |
| 2025      | Black Panther: Wakanda Zauvijek             |
| 2025      | She-Hulk                                    |
| 2025      | Ms. Marvel                                  |
| 2025      | Thor: Ljubav i Grom                         |
| 2025      | The Guardians of the Galaxy Holiday Special |

Tijekom prve faze MCU-a, različiti filmovi imali su reference jedni na druge. U to vrijeme nisu imali dugoročni plan za međusobno povezani svemir. Iron Man 2 radnjom je postavljen šest mjeseci nakon događaja Iron Mana i otprilike u isto vrijeme kada i Thor prema komentarima Nick Furyja. Neki od kratkih filmova javljaju se i tijekom događaja prve faze MCU-a. To uključuje kratke filmove The Consultant, A Funny Thing That Happened on The Way to Thor's Hammer, i Agent Carter.
Želeći pojednostaviti vremensku crtu u svemiru, filmovi druge faze postavljeni su otprilike u stvarnom vremenu u gledanju s Osvetnicima: Iron Man 3 odvija se oko šest mjeseci kasnije, tijekom Božića, Thor: Svijet tame smješten je godinu dana kasnije, a Kapetan Amerika: Ratnik zime dvije godine kasnije. Osvetnici 2: Vladavina Ultrona i Ant-Man završili su drugu fazu 2015. s nekoliko mjeseci koji su prolazili između tih filmova u svemiru kao u stvarnom životu. Kratki film All Hail the King smješten je nakon događaja Iron Mana 3.
Za treću fazu, redatelji braća Russo željeli su nastaviti koristiti stvarno vrijeme, pa tako Kapetan Amerika: Građanski rat počinje godinu dana nakon Vladavine Ultrona, s filmom Osvetnici: Rat beskonačnosti postavljenim dvije godine nakon toga. Međutim, producent Brad Winderbaum rekao je da će se filmovi treće faze zapravo "događati jedan u drugome", dok će biti manje "isprepleteni" kao što su bili filmovi prve faze, s Black Pantherom i Spider-Manom: Povratak kući koji počinje tjedan dana, odnosno nekoliko mjeseci nakon Građanskog rata. Thor: Ragnarok počinje četiri godine nakon Svijeta tame i dvije godine nakon Vladavine Ultrona, otprilike u isto vrijeme kada i Građanski rat i Povratak kući. Doktor Strange događa se tijekom cijele godine a završava "u toku s ostatkom MCU-a". Ant-Man i Wasp također je smješten dvije godine nakon Građanskog rata a neposredno prije Rata beskonačnosti i oba filma Čuvara galaksije eksplicitno su postavljeni u 2014. godini, za koje je Feige vjerovao da će stvoriti četverogodišnji jaz između 2. dijela i Rata beskonačnosti, iako ostali MCU filmovi do tog trenutka ne navode godine na zaslonu. Nakon Rata beskonačnosti, braća Russo rekli su da budući filmovi neće nužno biti postavljeni u stvarnom vremenu jer postoji "mnogo vrlo inventivnih načina gdje priča može skrenuti s puta", a Ant-Man i Wasp i Kapetanica Marvel smješteni su ranije u vremenskoj crti, potonji je smješten u 1995. godini. Osvetnici: Završnica počinje nedugo nakon Rata beskonačnosti, a završava 2023. godine nakon petogodišnjeg vremenskog skoka. Potvrđujući datume za nekoliko drugih filmova, uključujući Osvetnike u 2012., Thor: Svijet tame u 2013., Čuvare galaksije u 2014., Doktora Strange oko 2017. i Ant-Mana i Wasp 2018. u isto vrijeme kada i Rat beskonačnosti. Spider-Man: Daleko od kuće počinje osam mjeseci nakon Završnice, 2024. godine.
S četvrtom fazom, Marvel Studios proširio se na televizijske serije, koje imaju veću povezanost s filmovima od serija u produkciji Marvel Television. Mnoga radnja u fazi postavljena su nakon događaja iz filma Osvetnici Završnica. Serija WandaVision je smještena tri tjedna nakon događaja tog filma i direktno se nadovezuje na film Doktor Strange u Multiverzum Ludila; The Falcon and the Winter Soldier smješteni su šest mjeseci nakon Završnice. Film Shang-Chi i legenda o Deset Prstenova također je smješten nakon Završnice tijekom dana koji su prethodili "Qingming Festivalu" početkom travnja, a serija She-Hulk smještena je "relativno kratko vrijeme" nakon Shang-Chija. Film Vječnici se odvija otprilike u isto vrijeme kada i serija The Falcon and the Winter Soldier i Spider-Man: Daleko od kuće, šest do osam mjeseci nakon Završnice 2024. godine, dok film Spider-Man: Put bez povratka počinje odmah nakon prethodnog nastavka Daleko od kuće, a nastavlja se krajem 2024. godine. Serija Hawkeye se događa godinu dana nakon događaja u Završnici tijekom božićnog vremena 2024.
Serija Moon Knight je smještena nakon Hawkeyea početkom 2025. godine, dok je Multiverzum Ludila smješten nakon Spider-Mana: Put bez povratka. Serija Ms. Marvel smještena je nakon Moon Knighta, godinu do dvije nakon Završnice. Film Thor: Ljubav i Grom smješten je nakon Završnice, osam i pol godina nakon što je Thor prekinuo s Jane Foster, što se dogodilo od strane Ragnaroka, i "nekoliko tjedana" otkako se Thor pridružio Čuvarima galaksije. [177] Prema producentu Nateu Mooreu, film Black Panther: Wakanda Zauvijek smješten je nakon filmova Puta bez povratka i Vječnika, "potencijalno istodobno" s filmovima Ljubav i Grom i Ant-Man i Wasp: Kvantumanija, iako je postavljen ranije u vremenskoj liniji između Moon Knighta i She-Hulka prema službenom dodatku Disney+a. The Guardians of the Galaxy Holiday Special smješten je "prilično dugo" nakon događaja filma Ljubav i Grom i prije događaja Čuvara galaksije Vol. 3.
Prva sezona serije Loki nastavlja se od događaja viđenih u Endgameu 2012. godine, ali velik dio serije smješten je izvan vremena i prostora s obzirom na uvođenje "Time Variance Authorityja". Serija What If...? smještena je nakon finala prve sezone Lokija, istražujući različite razgranate vremenske crte novostvorenog multiverzuma u kojem se veliki trenuci iz MCU filmova događaju drugačije. Film Black Widow smješten je između filmova Građanski rat i Rat beskonačnosti, koji se uglavnom odvija između glavne radnje Građanskog rata i njegove posljednje scene. Kratki filmovi I Am Groot smješteni su između kraja Čuvara galaksije i Čuvara galaksije Vol. 2 i kraja i scene u sredini odjavne špice. Specijal Werewolf by Night postoji unutar MCU-a, ali se ne navodi "kada, kako ili zašto". Redatelj Michael Giacchino ima "vrlo specifičnu ideju" o tome kako se specijal uklapa u MCU o kojem se nije razgovaralo s Marvel Studiom.
U petoj fazi serija Secret Invasion smještena je nakon događaja u filmu Daleko od kuće.

## Utjecaj

### Kulturni utjecaj
U rujnu 2014. sveučilište u Baltimoreu najavilo je novi tečaj usmjeren na Marvel Cinematic Universe, koji je podučavao Arnold T. Blumberg, tečaj "Media Genres: Media Marvels" ispituje "način na koji Marvelova serija međusobno povezanih filmova i televizijskih serija, kao i drugih medija i referenci na stripove i monomyth Josepha Campbella na junakovom putovanju, nudi važan pogled na modernu kulturu", uz Marvelove pokušaje "uspostavljanja izvedivog svemira zapleta, likova i sporednih priča".

### Utjecaj na druge studije
Nakon objavljivanja filma Osvetnici, Tom Russo iz Boston.com primijetio je to, osim povremenih noviteta kao što su Alien vs. Alien. Predator (2004), ideja o zajedničkom svemiru nikada nije bila doživljena u Hollywoodu. Tijekom godina, model koji je stvorio Marvel Studios replicirali su drugi filmski studiji koji posjeduju prava na druge likove iz stripova. U travnju 2014. godine Tuna Amobi, analitičarka u tvrtki "Standard & Poor's Equity Research Services", izjavila je da su posljednjih godina holivudski studiji počeli planirati "mega-franšize" koje se razvijaju tijekom godina, umjesto da rade na jednom po jednom blockbusteru. Amobi je dodala: "Mnogi od tih superjunaka bili su na marginama zaprašivanja. Disney je pokazao da takav pristup može biti zlatni rudnik." Međutim, Doug Creutz, analitičar za "Cowen and Company", rekao je da će se dolaskom više studija i mega franšiza privlačnost publike s vremenom smanjiti: "Ako Marvel snimi dva ili tri filma godišnje, a Warner Bros snimi barem jedan film svake godine, a Sony napravi jedan film godišnje, a Fox učini isto,  hoće li preživjeti u takvom scenariju? Nisam siguran."

#### 20th Century Fox
U studenom 2012. godine 20th Century Fox objavio je planove za stvaranje vlastitog zajedničkog svemira s Marvelovim svojstvima koja posjeduju, uključujući Fantastičnu četvorku i X-Men, a Mark Millar je angažiran kao supervizor. Millar je objasnio: "U Foxu su mislili: Imamo nekoliko velikih stvari u našim rukama. To je druga strana Marvelovog svemira. Pokušajmo dati određenu dosljednost." Pa su me pozvali da nadgledam sve ovo. Sastati se s piscima i redateljima i predložiti nove ideje i nova svojstva za rad." Međutim, u svibnju 2014. godine Simon Kinberg, scenarist Fantastične četvorke, izjavio je da film nije smješten u isti svemir kao X-Men, objašnjavajući da "Ni u jednom od X-Men filmova ne postoji referenca na skupinu poput Fantastične četvorke, a Fantastična četvorka ima moći, pa bi im bilo komplicirano živjeti u svijetu punom mutanata. Oni žive u odvojenim svemirima." U srpnju 2015. godine Bryan Singer otkrio je da će mogući prijelaz između Fantastične četvorke i X-Mena ovisiti o prijemu Fantastične četvorke i X-Men: Apokalipsa. Disney je 14. prosinca 2017. službeno stekao nekoliko nekretnina 20th Century Foxa, uključujući Fantastičnu četvorku i X-Men, koji će postati dio Marvel Cinematic Universe-a.

#### Sony Pictures
U studenom 2013. kopredjednica Sony Picturesa Amy Pascal objavila je da studio planira proširiti svemir stvoren serijom filmova Čudesni Spider-Man, a spin-offovi su se usredotočili na sporedne likove filmova Spider-Mana, navodeći: "Pristupit ćemo Marvelovom cijelom svemiru Spider-Man likova." Direktor Sony Picturesa Michael Lyndon dodao je: "Imamo ambiciju stvoriti veći svemir oko Spider-Mana." U prosincu 2013. godine Sony je najavio filmove o Venomu i Sinister Six, oba smještena u Čudesni Spider-Manov svemir.
Međutim, u veljači 2015. godine Sony Pictures i Marvel Studios najavili su novo ponovno pokretanje franšize Spider-Man, s novim filmom u koprodukciji Feigea i Pascala, objavljenim u srpnju 2017. Novi film Spider-Man smješten je u MCU i produciran je, distribuiran, kontroliran i pod nadzorom tvrtke Sony Pictures. Nakon objave otkazani su nastavci Čudesnog Spider-Mana, dok su spin-offovi na Venomu i Sinister Six "još uvijek u razvoju" bez Feigeova angažmana. U ožujku 2016. godine Sony Pictures ponovno je razvio film Venom, objavljen u listopadu 2018., kako bi pokrenuo novu franšizu, Sony's Spider-Man Universe, koja se nastavila s nastavkom Venom 2 (2021.).

## Vanjske poveznice
Marvel Cinematic Universe Wiki
1. ↑  Loki i What If...? isključeni su iz tablice jer se pojavljuju izvan glavne vremenske crte. [118] [119] Werewolf by Night također je isključen s obzirom na to da specijal izričito ne pokazuje kad se događa u MCU-u. [120] Disney+-ov redoslijed vremenske crte smješta Lokija i What If...? između Osvetnici: Završnica i WandaVision,[121][122] i Werewolf by Night nakon Thor: Ljubav i Grom. [123]